# Ambrosi
Ambrosi (grec antic: Ἀμβρόσιος, llatí: Ambrosius) fou un escriptor religiós grecoegipci que vivia a Alexandria el 393. Era deixeble de Dídim d'Alexandria, i va escriure uns comentaris sobre Job i un llibre en vers contra Apol·linar de Laodicea que no es conserven.